# Морозов Павло Трохимович
Павло Трохимович Морозов (рос. Павел Трофимович Морозов, *14 листопада 1918, Герасимовка, Тобольська губернія, Російська держава — †3 вересня 1932, Уральська область, РРФСР, СРСР), відоміший як Па́влик Моро́зов — радянський школяр, хлопчик, який у радянській пропаганді символізував чесність і принциповість молодого борця з «куркулями». Отримав звання піонера-героя. Вбитий, за офіційною версією, власними дідом та двоюрідним братом за те, що свідчив у суді проти батька.

## Біографія

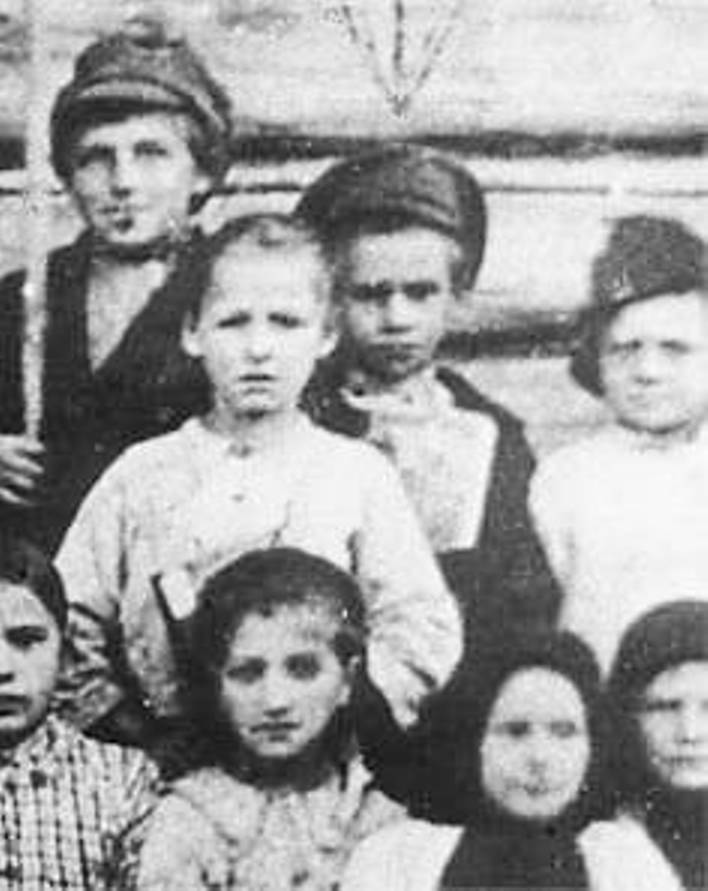
Павлик Морозов (у центрі, тримає книжку)

Павлик Морозов походив з родини, що в 1910 році переїхала з Вітебської губернії Білорусі в село Герасимовка Тобольської губернії Росії в межах столипінського переселення. Його батько Трохим Сергійович Морозов після переїзду одружився з Тетяною Семенівною Байдаковою. Павло був старшим із його п'ятьох дітей після Георгія, Олексія (1922), Федора (1923) та Романа (1928). Трохим був одним з небагатьох грамотних жителів села, але алкоголіком, дружину покинув через декілька років. Павлик як старший з дітей займався господарством і роботою в полі, часто через це пропускав шкільні заняття. Достеменно невідомо чи був він піонером. Якщо був, то ймовірно лише формально.
Трохим Морозов, усупереч подальшій офіційній версії, не був куркулем, а належав до бідняків, тому й став за більшовицької влади головою сільради. В той же час своєї посади, за спогадами двоюрідної тітки Трофима, Агафьї Фокіної, він хотів позбутися, оскільки не схвалював розкуркулення, в якому мусив брати участь.
Користуючись своїм становищем, за платню незаконно видавав засланим за Урал куркулям із центральної Росії довідки, що дозволяли виїхати і влаштуватися на завод або на будівництво. В листопаді 1931 року цю діяльність Трохима було викрито. 26 листопада його заарештували та віддали під суд. Павлик разом з матір'ю дав свідчення проти батька. За вироком Трохим отримав 10 років робіт, але відпрацював 3.
2 вересня 1932 року Павлик та його 8-річний брат Федір вирушили до лісу за ягодами та не повернулися. Через декілька днів, 6 вересня, односелець знайшов трупи обох дітей з численними ножовими пораненнями. Суд поклав вину на їхнього діда, Сергія Морозова, та їхнього двоюрідного брата Данила. Іншими причетними було вказано односельчанина Арсенія Кулуканова, що підмовив їх на вбивство, та бабусю вбитих, Ксенію. Суд, за офіційною версією, відбувався в школі села Герасимовка. Данила Морозова та Кулуканова розстріляли, дід та бабуся померли у в'язниці. Історія швидко отримала розголос у пресі.
Трохим, відпрацювавши три роки на будівництві Біломорканалу, був достроково звільнений і навіть заробив орден за ударну працю. Тетяна Морозова після його звільнення покинула село, боячись помсти чоловіка.
Останки Павлика та його брата спершу поховали на кладовищі села Герасимовка. Потім перепоховали біля дороги, поблизу школи. На могилі встановили дерев'яний обеліск, у 1954 році його замінили бронзовим пам'ятником. Інший обеліск встановили на місці загибелі в лісі.
Мати вбитого, Тетяна Морозова, отримала велику популярність, її запрошували на зустрічі з піонерами. Вона покинула Герасимовку та проживала в Тавді Свердловської області. Після війни і аж до смерті в 1983 році мешкала в Алупці в Криму, отримала житло від ОГПУ та спецзабезпечення.
У 1999 року товариство «Меморіал» спробувало реабілітувати родичів хлопчика. Генеральна прокуратура та Верховний суд Росії відмовили у перегляді справи.

## У радянській пропаганді

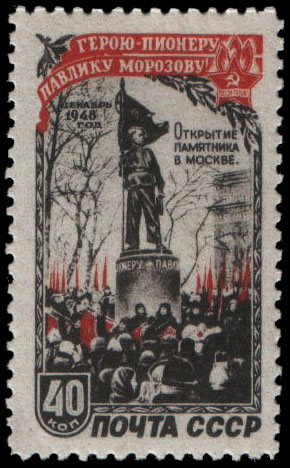
Пам'ятник Павлику Морозову на марці СРСР

Павлик Морозов вже незадовго після своєї смерті став популярним персонажем радянського фольклору та комуністичної міфології. Він слугував уособленням піонерського руху, згадувався в підручниках, політінформації, шкільних стінгазетах і художній самодіяльності, символізував розрив із минулим. Його вчинок проти батька підносив доносительство як доблесть.
Про нього написали в газеті «Піонерська правда» в жовтні 1932 року. В газеті містилася цитата його матері, що пишалася мужністю свого сина.
Поширена літературна версія стверджує, що Павлик підглянув як його батько видає куркулям підроблені документи. За офіційною версією слідства, 25 листопада 1931 року Павлик Морозов подав заяву на свого батька в ГПУ, в якій викрив його злочини (приховування хліба), за що був убитий своїми родичами. Цю версію висунув слідчий у справі про вбивство хлопчика, Єлізар Шепелєв. Згідно з письменником і журналістом Павлом Соломеїним, який описував убивство за завданням обкому комсомолу, малий Морозов виголосив у суді промову проти батька «не як син, а як піонер», де звинуватив Трохима в покриванні куркулів. Під час перебування у Герасимовці Соломеїн вів щоденник і в 1933 році у Свердловську вийшла його книга «У куркульському гнізді» (рос. В кулацком гнезде). В 1934 році на з'їзді радянських письменників Максим Горький виступив за встановлення пам'ятника Павлику Морозову.
Дядечки судді, мій батько творив явну контрреволюцію, я як піонер повинен про це сказати, мій батько не захисник інтересів Жовтня, а всіляко намагається помогти втекти куркулю, стояв за нього горою, і я не як син, а як піонер прошу притягнути до відповідальності мого батька, щоб надалі не дати звичку іншим приховувати куркуля та явно порушувати лінію партії…
Віталій Губарєв видав у 1933 році повість про Павлика Морозова (спершу під назвою «Один з одинадцяти» (рос. Один из одиннадцати), потім «Син. Повість про славного піонера Павлика Морозова» (рос. Сын. Повесть о славном пионере Павлике Морозове) і просто «Павлик Морозов»). У 1953 році повість адаптовано як п'єсу. Губарєв переробляв свій твір, додаючи нові епізоди та видаляючи колишні. Зокрема, розширив повість післямовою від імені Романа Морозова, Павликового брата, про значення його «подвигу» в часи німецько-радянської війни.
За мотивами історії про Павлика Морозова знято фільм «Бєжин луг» (1935, втрачений).
Згідно з Великою радянською енциклопедією, Павлик Морозов був організатором і головою першого піонерського загону в селі Герасимовка. Ім'я Павлика Морозова в 1955 році було занесено до Книги пошани Всесоюзної піонерської організації під номером 001. Його ім'я присвоєно герасимовському та іншим колгоспам, школам, піонерським дружинам. Місця смерті та захоронення Павлика Морозова стали об'єктами культу для школярів. Біля обеліска на місці вбивства діти лишали записки зі своїми бажаннями. У 1939 році в Герасимовці відкрито музейну експозицію в будинку Морозових. У 1946 році будинок згорів, експозицію перенесли до школи, де навчалися брати Морозови.
На його честь було встановлено пам'ятники у Москві (1948), селі Герасимовка (1954) та Свердловську (1957). Спорудження пам'ятника у Москві ухвалив у 1936 році Раднарком СРСР. Монумент повинен був стояти в Олександрівському саду біля Кремля. Проте пам'ятник зрештою встановили тільки через 12 років у дитячому парку на Пресні. Степан Щипачьов написав у 1950 році поему «Павлик Морозов», пізніше переписану, щоб усунути з неї згадки про Сталіна. Єлена Хоринська описала Павлика Морозова в поемі 1958 року «Юний барабанщик».
У 1960-х роках кожен кандидат на вступники до Піонерської організації повинен був знати біографію Павлика. Вона належала до списку обов'язкового позакласного читання в школах того часу. З нагоди 40-річчя Піонерської організації 1962 року з'явився ряд публікацій про Павлика Морозова: «Пісня про Павлика Морозова» Петра Градова та Леоніда Бакалова, а також антологія «Павлик Морозов» і опера «Павлик Морозов» Михайла Красєва. Потім у 1969 вийшла п'єса Володимира Балашова «Вогнище горобинне» (рос. Костер рябиновый).
Крім того на 1960-і припало масове будівництво пам'ятників Павлику Морозову. В 1961 році в Свердловську було встановлено новий пам'ятник в університетському парку, перейменованому в Парк імені Павлика Морозова, а в 1962 — в Первоуральську. На початку 1960-х років на багатьох шкільних майданчиках по СРСР встановлювалися його статуї, організовувалися куточки Павлика Морозова або шкільні табори, названі на його честь.

## Розвінчання образу піонера-героя
Культ Павлика Морозова став згасати в 1970-і роки, коли зростала популярність піонерів-героїв часів німецько-радянської війни. Він став одним з багатьох прославлюваних піонерів, які відображали ідею про «дружбу народів» у СРСР. Його відходу на другий план сприяло те, що колективізація більше не була актуальною темою, поступившись антирелігійній пропаганді та звеличенню боротьби проти фашизму. З'явилися спроби створення «нового Павлика», що бореться проти релігії. Виникли неофіційні іронічні та пародійні переробки легенди про Павлика, такі, як студентська опера «Павлик Морозов — Суперзірка» (рос. Павлик Морозов — суперзвезда, за зразком «Ісус Христос — суперзірка»).
За Перебудови образ Павлика Морозова як героя став активно розвінчуватися. Його свiдчення проти батька стали оцінюватися не як героїзм, а як зрада. В міському фольклорі з його вчинку іронізували. Про Павлика Морозова складали глузливі анекдоти та частівки.
Виникла критика популярних версії біографії Морозова, заснована на тому, що деталі цих версій непереконливі. Серед них думка, що Павлик написав на батька в ГПУ з метою помститися за те, що той покинув родину та став жити з іншою жінкою. Таким чином побутовому конфлікту радянська пропаганда надала політичного характеру. Сумнівна версія, нібито Павлик підглядав за батьком, оскільки в той час Трохим жив окремо від дружини й дітей. Якщо Павлик справді був присутній на суді проти свого батька, то малоймовірно, що його слова були б взяті до уваги через його малий вік. Літературно правильні записи його промови, що рясніють радянською політичною термінологією (контрреволюція, інтереси Жовтня, лінія партії), сумнівні. За спогадами жителів Герасимовки, Павлик заїкався і розмовляв російсько-білоруською «трасянкою».
Додатково, обставини смерті дітей дали підстави сумніватися, що вбивство скоїли їхні родичі. Саме вбивство хлопчика в великій родині розглядалося б односельчанами як важкий гріх і на нього навряд чи наважилися б дід і двоюрідний брат (який за деякими версіями був також хресним Павлика). Тіла були погано сховані, а Сергій і Данило, судячи з їхніх зізнань, не готувалися до вбивства і зустріли Павла та Федора випадково. Звідси припущення, нібито дітей убили невідомі підлітки або чекісти з метою покласти вину на неугодну верству заможних селян і виправдати репресії проти них. З іншого боку, вбивство могло бути спонтанним, але справді здійснене родичами. Як екзотичний варіант — що дітей убили дикі звірі. Директор музею Павлика Морозова в Герасимовці, Ніна Іванівна Купрацевич, вважала, що Павлик із братом натрапили в лісі на сховок селян-утікачів, які і вбили дітей, щоб не бути викритими.
На картині Микити Чебакова 1952 року Павлик зображений у червоній піонерській краватці. Насправді він ніколи не носив її. Згідно з нотатками Соломеїна, «А якщо дотримуватись історичної істини, то Павлик Морозов не тільки ніколи не носив, а й ніколи не бачив піонерської краватки».
У 1988 році в Лондоні вийшла книга письменника та журналіста Юрія Дружнікова «Доносчик 001, або Вознесіння Павлика Морозова» (рос. Доносчик 001, или Вознесение Павлика Морозова), згодом перевидана в Росії. Авторська версія полягає в тому, що загибель братів Морозових стала результатом провокації ОГПУ, затіяною для виправдання репресій проти селянства. Британська російськознавиця Кетріона Келлі видала в 2005 році дослідження образу Павлика Морозова «Товариш Павлик: зліт і падіння радянського хлопчика-героя» (англ. Comrade Pavlik: The Rise and Fall of a Soviet Boy Hero), в 2009 книгу видано також у Росії.

## У сучасній культурі
На противагу радянському офіційному образу, в сучасній культурі Павлик Морозов часто розцінюється як доносчик, «стукач». Ім'я може вживатися в множині на позначення людей, схильних до зради, наклепу.
У гротескній поемі Леся Подерв'янського «Павлік Морозов. Епічна трагедія» Павлик Морозов постає жорстоким піонером, який в прагненні до влади вбиває своїх батьків, брата, і посягає на місце Зевса.
За мотивами історії Павлика Морозова створено латвійсько-естонсько-польський фільм «Зоря» (2015).

## Галерея

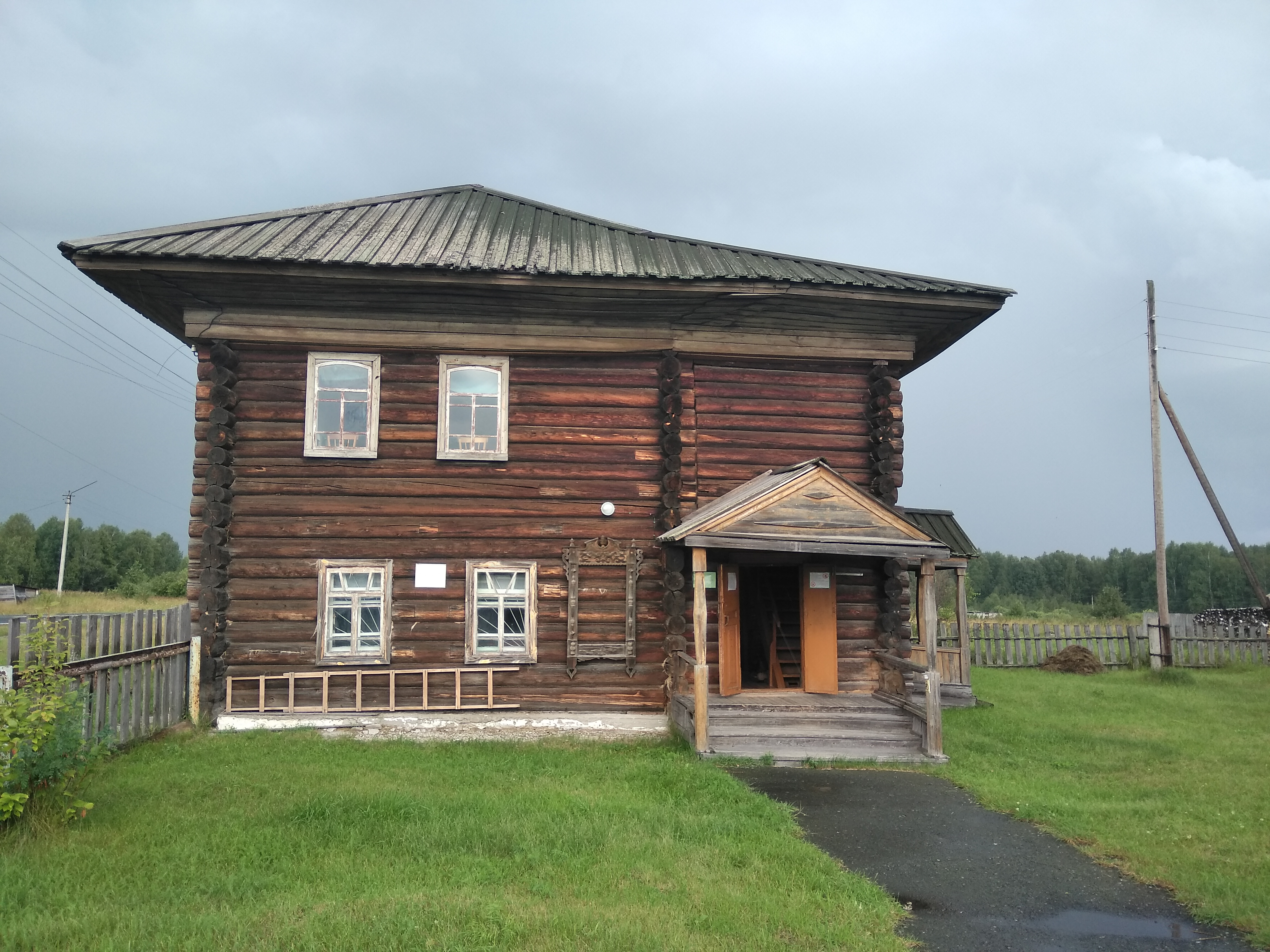
Школа в Герасимовці, де навчався Павлик Морозов
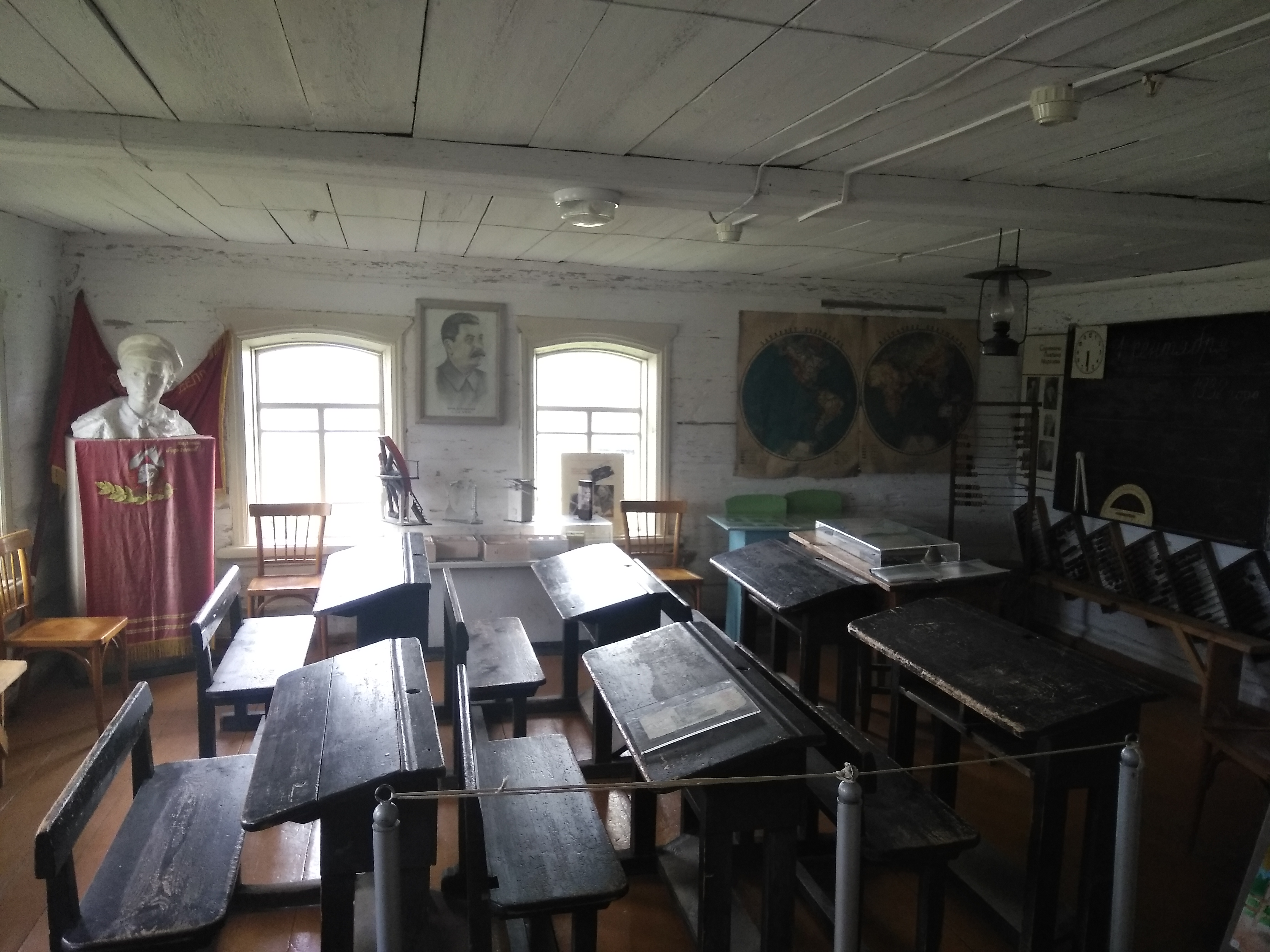
Інтер'єр школи в Герсимовці
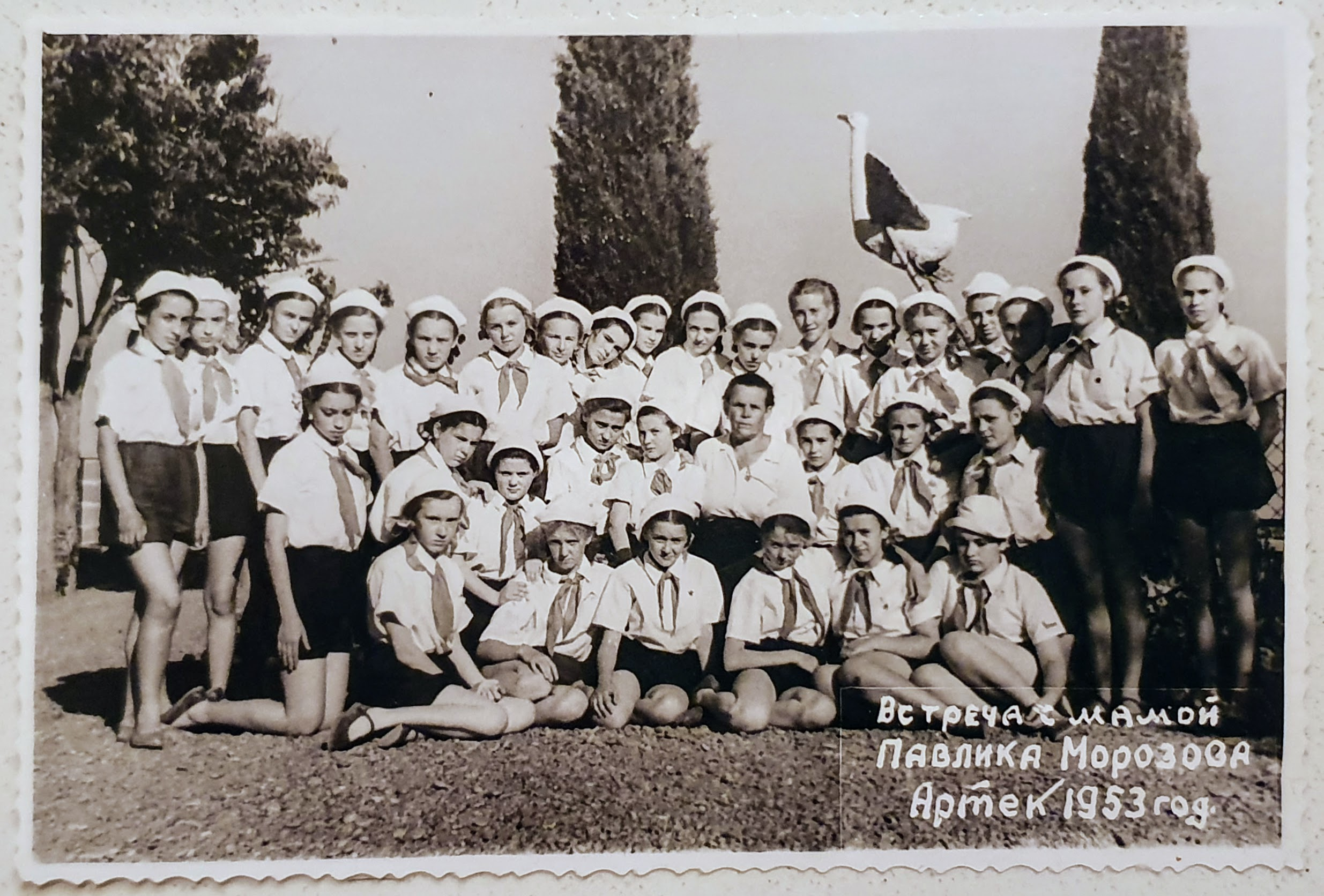
Зустріч Тетяни Морозової з піонерками, 1953 р.
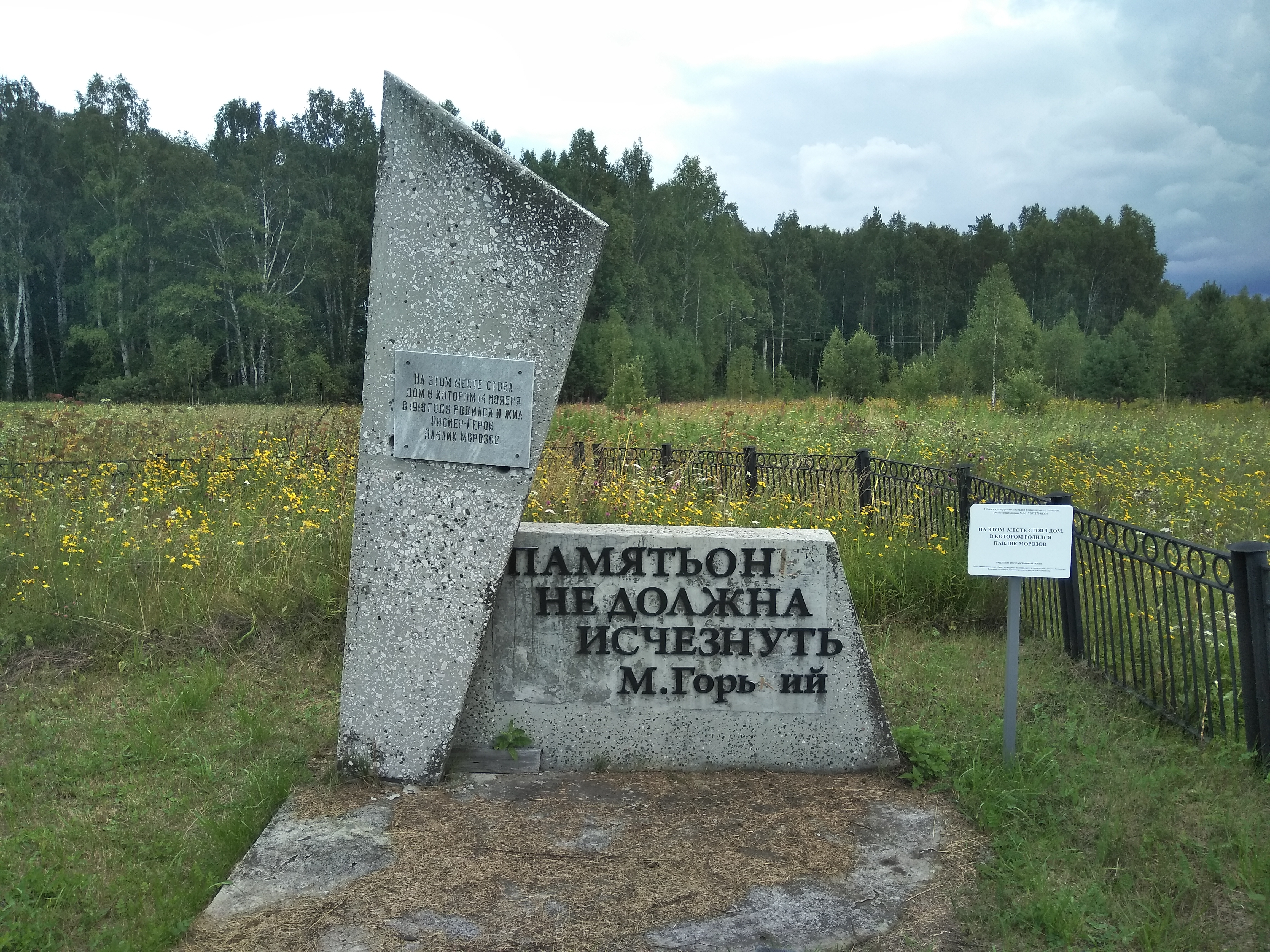
Пам'ятник на місці будинку Морозових
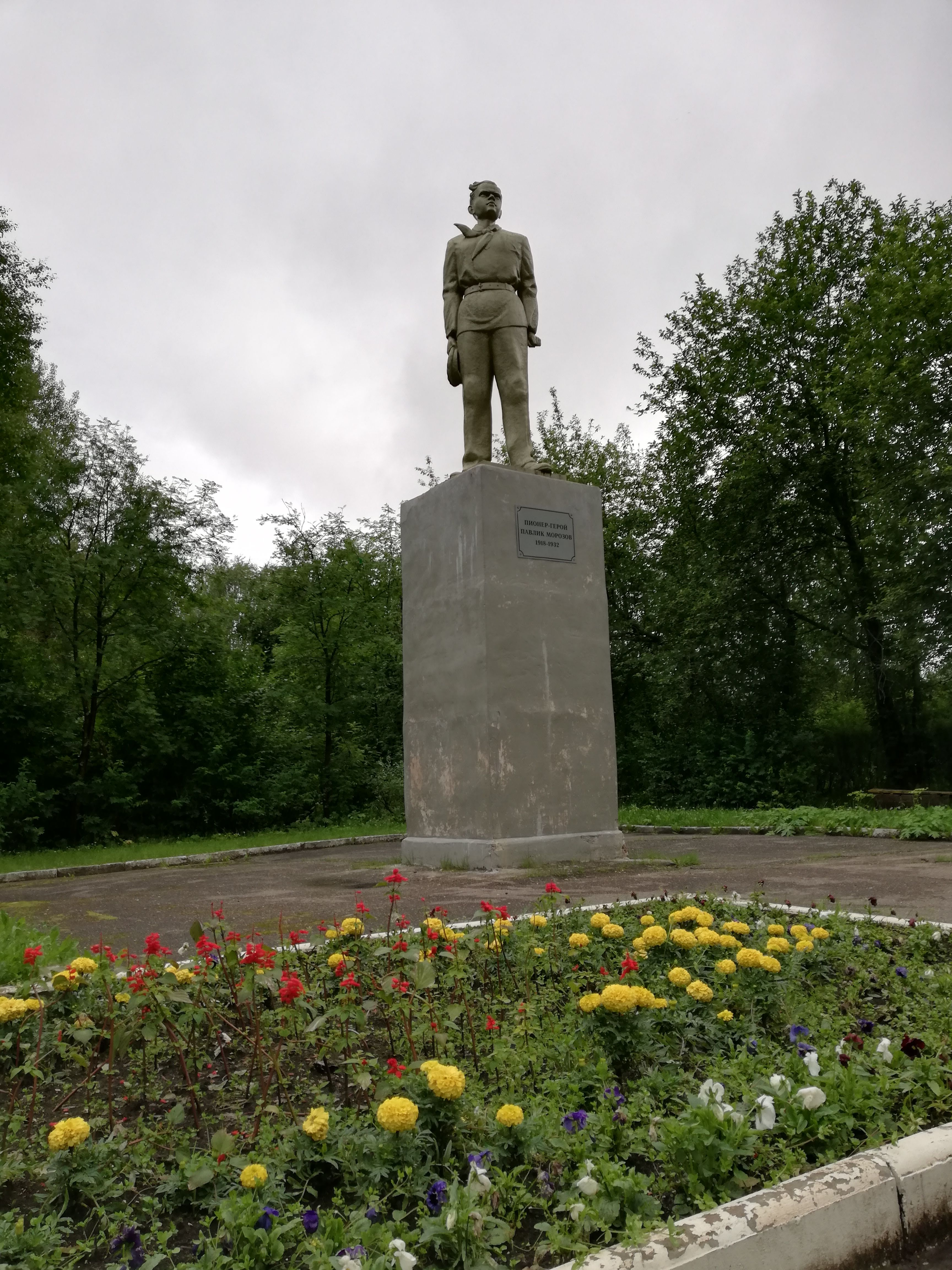
Пам'ятник в Ухті
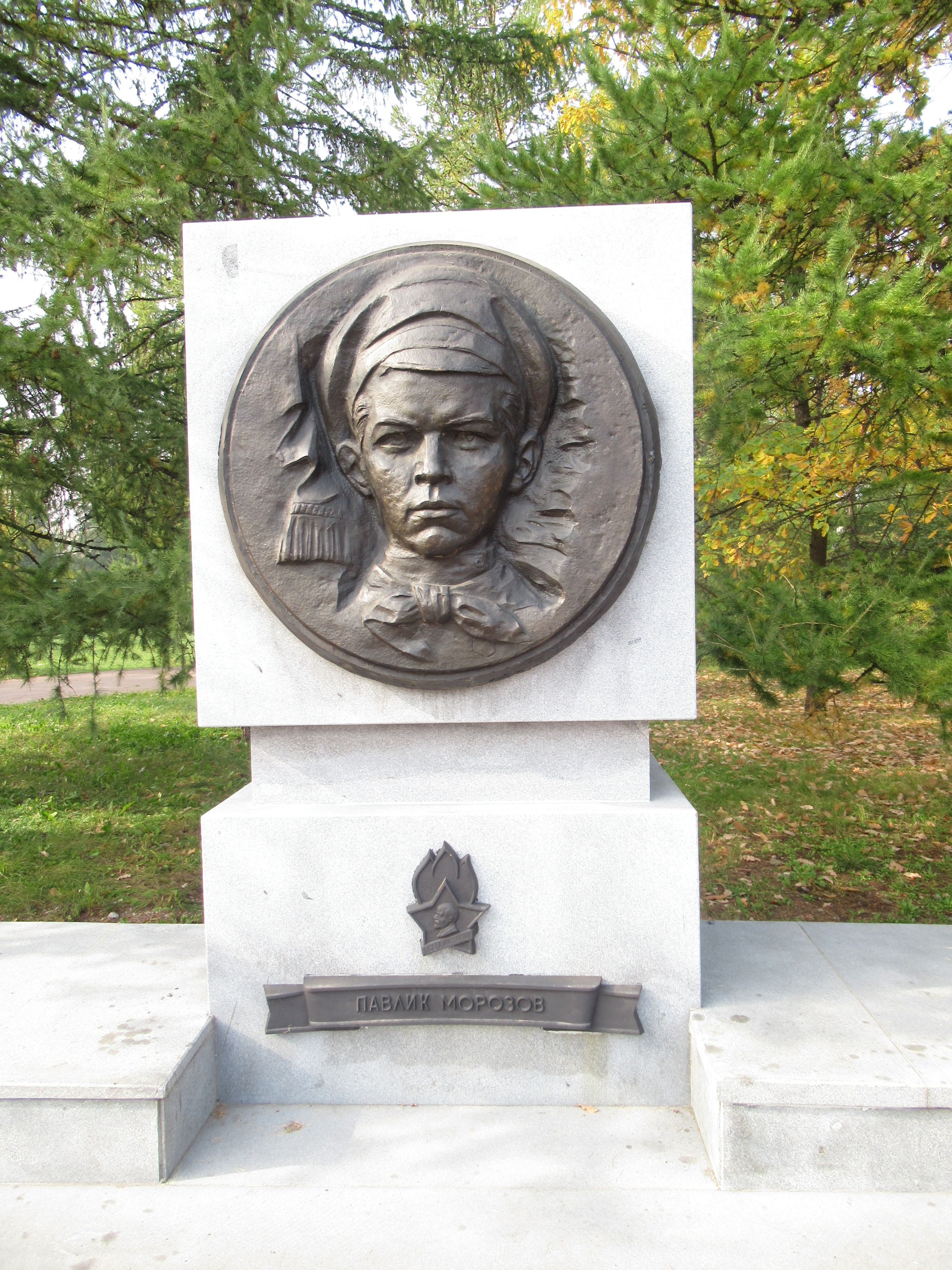
Пам'ятник у Челябінську